# 26-та ракетна бригада (РФ)
26-та ракетна Німанська Червонопрапорна, орденів Суворова, Кутузова та Олександра Невського бригада (26 РБр, в/ч 54006) — ракетне з'єднання Збройних сил Російської Федерації розміром в бригаду. Розташована у місті Луга, Ленінградської області, вулиця Маршала Одінцова. Перебуває у складі 6-ї загальновійськової армії Західного військового округу.
На озброєнні — 12 одиниць 9К720 «Іскандер-М».
Брала участь у російському вторгненні в Україну. 19 серпня 2023 року, за даними українських дослідників, завдала удару по Чернігову.

## Історія
463-тя ракетна бригада (в/ч 52512) сформована 20 липня 1988 року з 4 окремих ракетних дивізіонів 1-ї танкової, 1-ї Московсько-Мінської, 26-ї мотострілецької й 40-ї танкової дивізій 11-ї гвардійської загальновійськової армії. Базувалася у місті Совєтськ Калінінградської області РРФСР. Переведена до міста Луга Ленінградської області, де 30 липня 1993 року була перейменована на 26-ту ракетну Німанську Червонопрапорну орденів Суворова і Кутузова ІІ ступеня Олександра Невського бригаду з умовною назвою в/ч 54006. Нагороди перейшли від 149-го артилерійського дивізіону.
2011 року 26-та ракетна бригада стала першою повністю переозброєною бригадою на ракетні комплекси «Іскандер-М».

### Російське вторгнення 2022 року
19 серпня 2023 року по Чернігову було завдано ракетного удару. Правозахисна організація Truth Hounds провела розслідування та зробила припущення, що до атаки має стосунок 26-та ракетна бригада (в/ч 54006).